# Society Hill (New Jersey)
Society Hill ist eine Siedlung innerhalb des Piscataway Townships im Middlesex County, New Jersey, USA. Bei der Volkszählung von 2010 wurde im damaligen Census-designated place eine Bevölkerungszahl von 3.829 registriert.

## Geographie
Nach den Angaben des United States Census Bureaus hat die Ortschaft eine Gesamtfläche von 3,5 km2, wobei keine Wasserflächen miteinberechnet sind.

## Demographie
Nach der Volkszählung von 2000 gibt es 3.804 Menschen, 1.248 Haushalte und 913 Familien in der Stadt. Die Bevölkerungsdichte beträgt 1.072,1 Einwohner pro km2. 45,45 % der Bevölkerung sind Weiße, 15,96 % Afroamerikaner, 0,24 % amerikanische Ureinwohner, 34,07 % Asiaten, 0,00 % pazifische Insulaner, 1,42 % anderer Herkunft und 2,87 % Mischlinge. 5,05 % sind Latinos unterschiedlicher Abstammung.
Von den 1.248 Haushalten haben 38,5 % Kinder unter 18 Jahre. 59,7 % davon sind verheiratete, zusammenlebende Paare, 10,4 % sind alleinerziehende Mütter, 26,8 % sind keine Familien, 16,7 % bestehen aus Singlehaushalten und in 2,6 % Menschen sind älter als 65. Die Durchschnittshaushaltsgröße beträgt 2,90, die Durchschnittsfamiliengröße 3,34.
22,9 % der Bevölkerung sind unter 18 Jahre alt, 14,0 % zwischen 18 und 24, 33,8 % zwischen 25 und 44, 22,3 % zwischen 45 und 64, 7,0 % älter als 65. Das Durchschnittsalter beträgt 33 Jahre. Das Verhältnis Frauen zu Männer beträgt 100:97,7, für Menschen älter als 18 Jahre beträgt das Verhältnis 100:92,1.
Das jährliche Durchschnittseinkommen der Haushalte beträgt 81.956 USD, das Durchschnittseinkommen der Familien 89.411 USD. Männer haben ein Durchschnittseinkommen von 60.000 USD, Frauen 39.224 USD. Der Prokopfeinkommen der Stadt beträgt 31.143 USD. 4,3 % der Bevölkerung und 1,8 % der Familien leben unterhalb der Armutsgrenze, davon sind 1,7 % Kinder oder Jugendliche jünger als 18 Jahre und 2,3 % der Menschen sind älter als 65.